# Acide fulvique

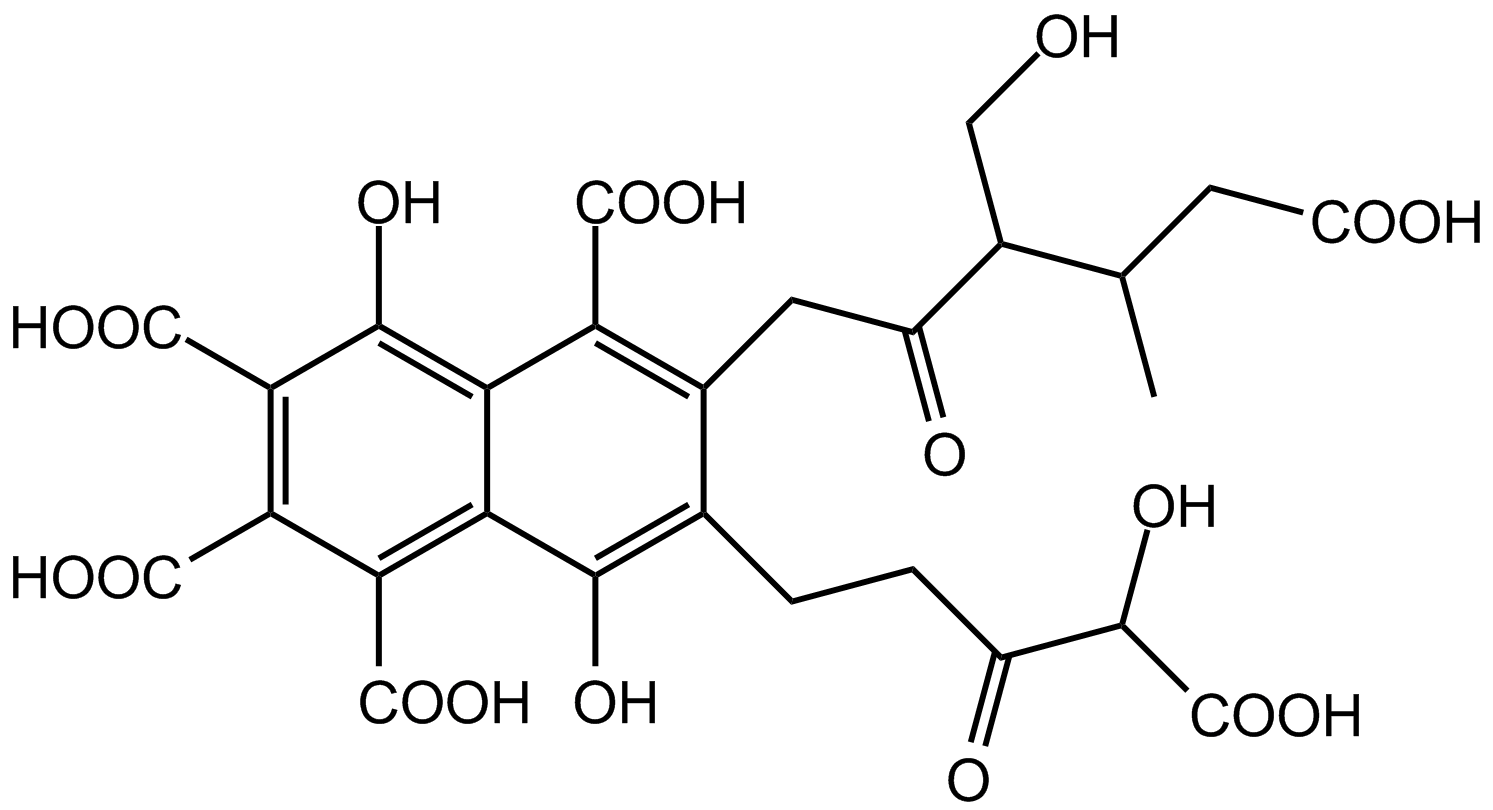
Structure moléculaire stylisée d'un acide fulvique hypothétique.

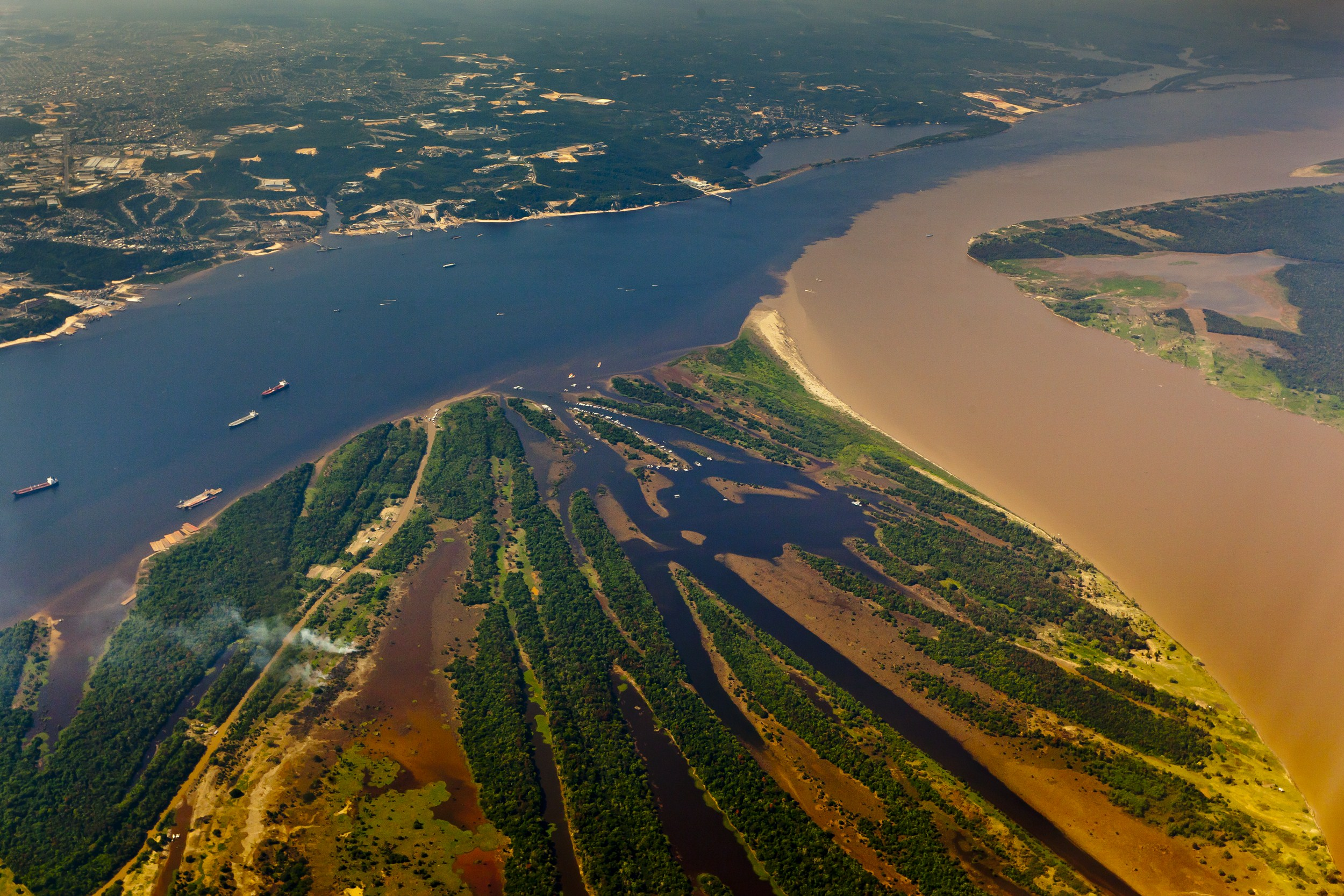
Vue aérienne de la rencontre des Eaux, avec à droite les « black waters » du rio Negro.

Les acides fulviques (du latin fulvus, jaune) constituent une des fractions les plus importantes de l'humus. L'humification est la source de l'humine, des acides humiques et des acides fulviques, globalement appelés humus stable.
Ils sont très mobiles et très vite entraînés par les eaux d'infiltration, qu'ils chargent de l'argile et du fer auxquels ils sont liés. Ce sont, par ce mécanisme, les principaux agents du lessivage du fer et de la podzolisation. Ils ont la capacité de chélater plusieurs minéraux du sol et de favoriser leur absorption par les plantes.
La structure des acides fulviques, des acides humiques et des humines est analogue. Elle présente des noyaux aromatiques reliés par des chaînes aliphatiques (parties hydrophobes) et des groupes fonctionnels (parties hydrophiles de fonctions alcool ou acide organique). Sous certaines conditions, il y a polymérisation progressive des noyaux et diminution de l'importance des chaînes aliphatiques et des groupements fonctionnels, ce qui permet d'affirmer que l'évolution des substances humiques peut être représentée par ce schéma : 
acides fulviques → acides humiques → humines.
Les deux plus grands systèmes fluviaux du monde, le Congo et l'Amazone, drainent généralement des bassins forestiers dont le lessivage intense des acides humiques et fulviques est à l'origine de leurs fortes concentrations analysées dans les eaux de surface de plusieurs de leurs cours d'eau, donnant leurs couleurs brunes noires caractéristiques et leur nom de « black waters », « cola Rivers ».
Dans les landes au sol acide sous l'effet des champignons qui produisent notamment des acides fulviques brun-jaunes (souvent dérivés de tanins des végétaux), l'eau qui s'écoule des terres dans les rivières voisines est teintée de la même couleur.

## Qualité de l'eau
L'acide fulvique peut dégrader la qualité organoleptique de l'eau et être traité par l'ozonation ou des procédés d'oxydation avancée.